# Pierre-Michel Lasogga
Pierre-Michel Lasogga (ur. 15 grudnia 1991 w Gladbeck) – niemiecki piłkarz grający na pozycji napastnika. Obecnie jest zawodnikiem katarskiego Al-Khor.

## Kariera klubowa
Po grze w zespołach młodzieżowych 1. FC Gladbeck, FC Schalke 04, Rot-Weiss Essen, SG Wattenscheid 09 i VfL Wolfsburg, jego osobą zainteresował się Bayer 04 Leverkusen, który pozyskał go w 2009 roku. Lasogga szybko zadomowił się w akademii i w pierwszym sezonie w Leverkusen zagrał 25 spotkań, trafiając 25 goli. Pod koniec sezonu zadebiutował w drużynie rezerw Bayeru, występującej w Regionalliga West. Po sezonie odszedł do klubu z drugiej ligi, Herthy BSC, z którym podpisał trzyletni kontrakt.
W barwach berlińskiego klubu zadebiutował 24 września 2010 roku w spotkaniu z Energie Cottbus. Trzy tygodnie później zaliczył pierwszy start od pierwszych minut. W pełni wykorzystał tę okazję i trafił dwie bramki. Udało mu się awansować razem z Herthą do Bundesligi.
Po awansie do Bundesligi Lasogga pozostał kluczowym piłkarzem dla Herthy. W najwyższej klasie rozgrywkowej zadebiutował w pierwszej kolejce, a dwa tygodnie zaliczył pierwsze trafienie do siatki. Hertha po jednym sezonie w Bundeslidze, spadła. Zagrał 31 spotkań i trafił 8 goli, był najlepszym strzelcem drużyny. W ostatniej kolejce doznał poważnej kontuzji kolana i nie wystąpił w barwach drużyny do końca roku kalendarzowego.
2 września 2013 roku został wypożyczony na rok do Hamburger SV.